# Смил из Лихтенбурка
Смил из Лихтенбурка (чеш. Smil z Lichtenburka), до 1251 года — Смил из Житавы (около 1220—1269) — средневековый чешский феодал и государственный деятель, основатель панского рода Лихтенбурков. Бургграф Пражского града в 1249—1251/1253 годах, участник Прусского крестового похода короля Пршемысла Отакара II и битвы при Кресенбрунне (1260 год).

## Происхождение и молодые годы
Смил родился около 1220 года (или несколько раньше) в семье житавского бургграфа Йиндржиха (ум. в 1253/1254 году) из знатного рода Роновичей, герб которого представлял собой две чернёные скрещённые обрубленные ветки на золотом поле. Место рождения Смила и имя его матери неизвестны. О молодости Смила также не сохранилось никаких сведений, первое письменное упоминание о нём относится к 1237 году, когда он был упомянут в одной из грамот чешского короля Вацлава I.

## Служба при королевском дворе
Следующее упоминание о Смиле относится к 1243 году, когда он выступил одним из свидетелей на стороне короля в одной из грамот Вацлава I, что свидетельствует о том, что в то время Смил уже находился при королевском дворе. Согласно сведениям Янса Эникеля, 26 января 1246 года Смил из Лихтенбурка со своим отрядом из 50-ти бойцов участвовал в составе чешского войска под предводительством Ульриха Каринтийского в неудачном для чехов сражении с войском австрийского герцога Фридриха II Воителя у местечка Лаа. В этой битве с австрийцами вместе со Смилом из Лихтенбурка во главе своих отрядов участвовали Вок I из Рожмберка и Гавел I из Лемберка. Победу одержали австрийцы, около 200 чешских рыцарей, включая Ульриха Каринтийского, попали в плен к Фридриху Воителю. Сведений о том, был ли Смил также взят в плен или спасся бегством, не сохранилось.
Во время войны между королём Вацлавом I и его сыном Пршемыслом Отакаром в 1248 году Смил вместе со своим отцом Йиндржихом из Житавы, как и весь род Роновичей, выступили на стороне короля. 8 ноября 1248 года отец Смила даже вынужден был передать в эмфитевзис весьма прибыльное имение Ловосице для того, чтобы нанять некоторое количество иностранных солдат в армию Вацлава, а брат отца Смила — Частолов из Житавы — являлся верным вассалом и доверенным лицом короля Вацлава, выступая свидетелем на его стороне в королевских грамотах того периода. Принимал ли сам Смил участие в боевых действиях против мятежного королевича Пршемысла Отакара достоверно неизвестно, однако представляется очевидным, что Вацлав I довольно высоко ценил его службу, поскольку после взятия Праги 5 августа 1249 года назначил Смила на важнейшую государственную должность бургграфа Пражского града, сместив с неё Борута, назначенного Пршемыслом Отакаром во время мятежа. Впервые Смил из Лихтенбурка упоминается в этой должности в королевской грамоте от 22 сентября 1249 года. В конце сентября того же года Пршемысл Отакар по приказу короля был схвачен в Тиржове вместе со своими сторонниками и заключён в замке Пршимда. Сподвижники мятежного королевича были заключены в Пражском граде под надзором бургграфа Смила из Лихтенбурка, что никак не способствовало улучшению отношений между Смилом и партией Пршемысла Отакара.
Смил впервые упоминается с предикатом «из Лихтенбурка» в грамоте, датированной концом августа 1251 года: Zmilo, dei gracia miles de Luchtenburg — «Смил, Божьей милостью рыцарь из Лихтенбурка». После этого из источников исчезли упоминания Смила в должности бургграфа Пражского града. В следующий раз должность пражского бургграфа упоминается в сохранившихся документах только в конце 1253 года и занимает её уже Ярош из Сливна. Таким образом, Смил из Лихтенбурка вполне мог оставаться в должности бургграфа Пражского града до дня восшествием на престол Пршемысла Отакара II в сентябре 1253 года.
Зимой 1254/1255 годов Смил из Лихтенбурка под предводительством ставшего уже королём Чехии Пршемысла Отакара II принял участие в крестовом походе против Самбии к побережью Балтийского моря, о чём свидетельствует дошедшая до нас королевская грамота, выданная 17 января 1255 года в Эльбинге, в которой Смил выступает одним из свидетелей. В ходе этого похода Пршемыслом Отакаром была основана крепость Кёнигсберг (Mons regius), в чём также, вероятно, принял участие Смил из Лихтенбурка. К началу февраля 1255 года крестоносное воинство Пршемысла Отакара II, а следовательно и Смил из Лихтенбурка, вернулось в Чехию. Следующая по времени королевская грамота, в которой Смил выступает свидетелем, была выдана уже в Праге 10 мая 1255 года.

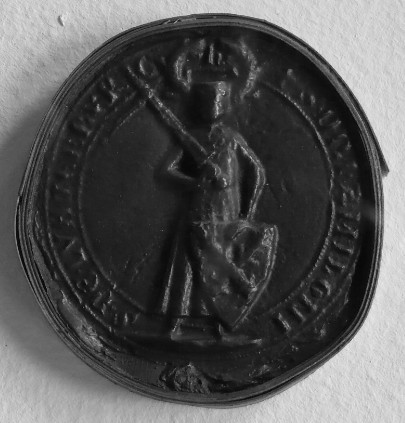
Печать Смила из Лихтенбурка около 1262 года

В 1257 году Смил из Лихтенбурка участвовал в неудачном походе короля Пршемысла Отакара II в Баварию. Пршемыслу Отакару не удалось застать баварские войска врасплох и, столкнувшись с превосходящими силами баварских герцогов Генриха XIII и Людвига II, 24 августа король запросил перемирия. Герцоги согласились заключить перемирие, однако в ту же ночь Пршемысл Отакар со своим войском поспешно двинулся по направлению к Мюльдорфу. Баварцы отправились вдогонку. При переходе через Инн под чешскими войсками рухнул мост. Король успел переправиться с частью рыцарей и направился в сторону Лауфена, другая часть войска (около 400 человек) потонула в реке или была перебита подоспевшими баварскими войсками, третья часть, не успевшая начать переправу, отступила в Мюльдорф и заняла там оборону. Среди последних были Смил из Лихтенбурка и Вок I из Рожмберка. После девятидневной осады Мюльдорфа было заключено соглашение, согласно которому осаждённым была прелоставлена возможность вернуться в Чехию при условии последующей уплаты выкупа.

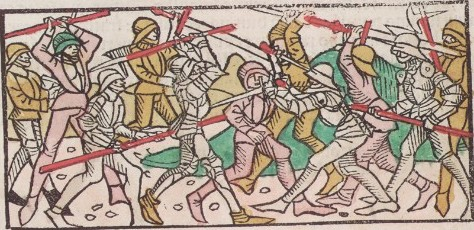
Битва при Кресенбрунне. Иллюстрация XV века

Спустя три года после битвы при Мюльдорфе Смил из Лихтенбурка вновь принял участие в военном походе Пршемысла Отакара II, на этот раз против короля Венгрии Белы IV, оспаривавшего претензии чешского короля на Штирию, которую тот фактически оккупировал в конце зимы 1260 года. Смил фигурирует в качестве одного из свидетелей в королевской грамоте, выданной в том же году в военном лагере Пршемысла Отакара II у австрийского местечка Лаа. Данной грамотой король даровал Воку I из Рожмберка графство Раабс; имя Смила из Лихтенбурка на ней стоит рядом с именем пражского бургграфа Яроша из Сливна и высочайшего коморника Бавора из Стракониц. Итогом похода стала победоносная для чешского короля битва при Кресенбрунне 12 июля 1260 года.
Вероятно, Смил довольно ярко проявил себя во время этой битвы, поскольку после неё Смил из Лихтенбурка стал упоминаться в качестве свидетеля в королевских грамотах гораздо чаще. Приобретя большее расположение короля, он укрепил своё положение при дворе, став одним из влиятельнейших сановников того времени. Рождество 1260 года Смил провёл вместе с Пршемыслом Отакаром в Граце. С этого времени изменилась и титулатура, использовавшаяся в грамотах по отношению к Смилу, отныне он именовался Zmilo de Luhtinburch, baro illustris (domini) regis Boemie — «Смил из Лихтенбкрка, благородный барон (господина) короля Чехии» (грамоты от 1261, 1262, 1265 годов) или Zmilo, dei gracia dominus de Luchtenburch — «Смил, Божьей милостью господин из Лихтенбурка» (грамоты от 1262 и 1264 годов).

## Управление имениями

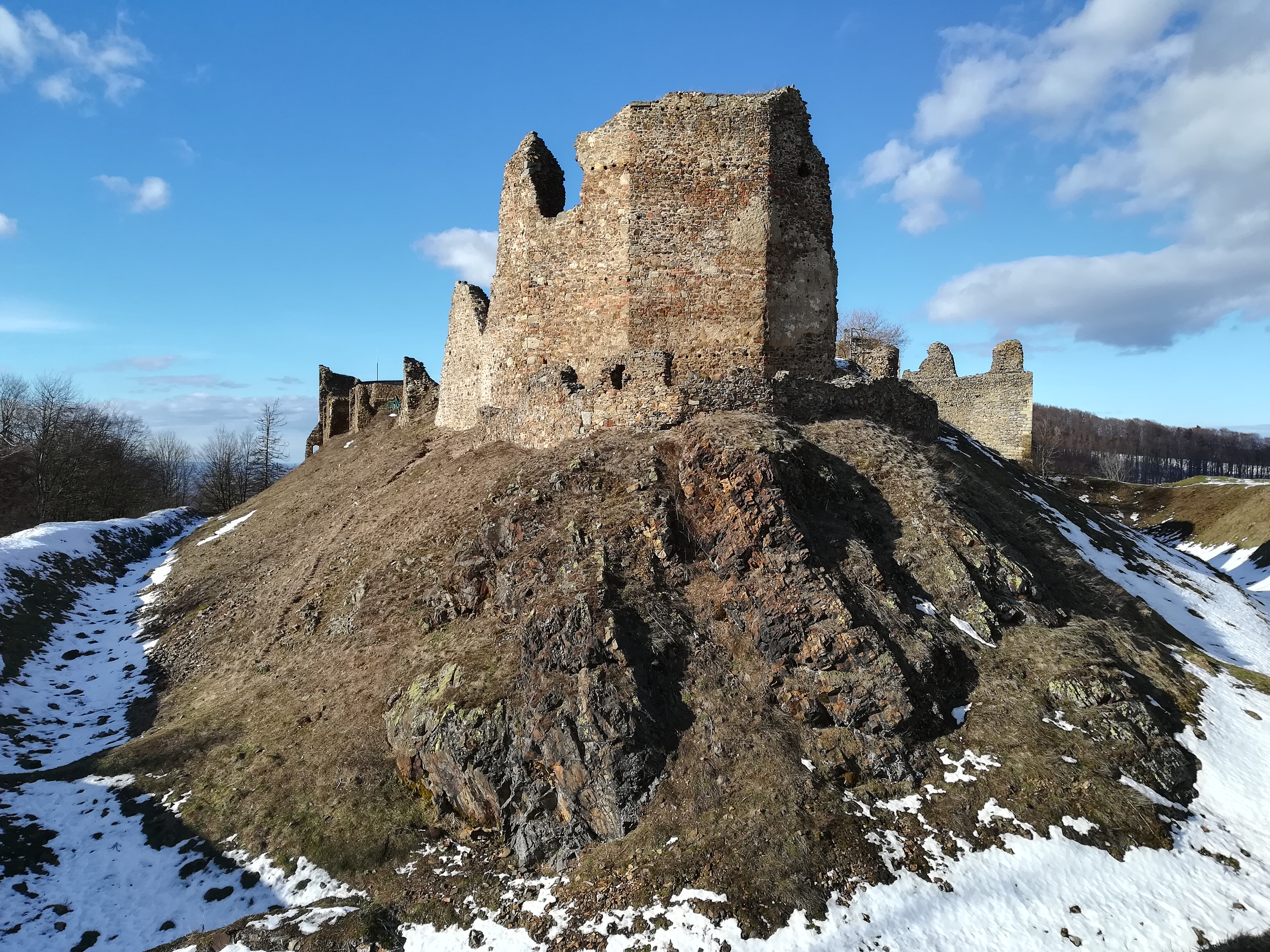
Руины замка Лихтенбурк (Лихнице)

Основные владения Роновичей, унаследованные Смилом, располагались в области нижнего Поогржья, в районах Житавы и Брода, а также в окрестностях замка Лихтенбурк (Лихнице). Старейший сохранившийся документ, упоминающий о владениях Смила в нижнем Поогржье, относится к 1237 году — это грамота о продаже Смилом половины села Клапи Тепельскому монастырю за 200 гривен (в том же году король Вацлав I подарил монастырю второю половину Клапи). В 1251 году Смил очень выгодно продал за 900 гривен серебра половину имения Ловосице монастырю Альтцелла. Хозяйственным центром владений Смила в нижнем Поогржье, вероятно, было Либоховице.
Источники не содержат достоверных сведений о том, унаследовал ли Смил Житавское панство, которым его отец и дядя Частолов из Житавы совместно владели с 30-х годов XIII века. В дошедших до нас документах Смил упоминается с предикатом «из Житавы» (de Sitavia) под 1249, 1250 и 1258 годами, однако, скорее всего, Житавское панство унаследовали его кузены — сыновья Частолова из Житавы. Нет однозначного ответа и на вопрос, принадлежало ли Смилу Лихтенбуркское панство на праве аллода или он получил замок Лихтенбурк (Лихнице) с прилегающими имениями во временное управление от короля. В связи с этим дискуссионным остаётся вопрос о том, является ли Смил основателем замка Лихтенбурк или замок был построен по указанию короля из средств королевской казны (на чём настаивал чешский кастеллолог Томаш Дурдик). Вполне вероятно, что Смил получил замок Лихтенбурк в аллодиальное владение от короля Вацлава I как благодарность за помощь Роновичей в подавлении мятежа королевича Пршемысла Отакара. Смил мог получить недавно основанный королём замок в недостроенном виде и Смил должен был завершить его строительство (этой версии придерживался, в частности, Т. Дурдик), для чего вынужден был продать часть своих имений (к примеру, половину Ловосице).
Наиболее обширные владения Смил получил в районе современного Гавличкува-Брода (в то время просто Брода). Унаследованная им здесь территория по форме напоминала треугольник, вершину которого составляло имение Хотеборж, западную сторону ограничивал Бржевницкий поток и его притоки (в западном углу здесь находился Брод), восточную — Йитковский поток, а основание потока на юге составляло течение Сазавы, в которую впадали оба потока. Восточнее от Йитковского потока вплоть до моравской границы располагались владения младшего брата Смила — Частолова. Возможно, однако, что Бродские имения находились в совместном владении Смила и Частолова. Очевидно, именно эта часть владений Смила была источником его богатства, поскольку в районе Брода с 40-х годов XIII века активно проводилась добыча и переработка серебряных руд, что составляло существенную часть доходов владельцев Бродского панства. В самом Броде в тот период функционировал один из важнейших монетных дворов Чешского королевства.

В 50-х годах XIII века Смил передал костёл в Броде Тевтонскому ордену, который с тех пор руководил местным приходом (первое упоминание о приходе датируется 1256 годом). 5 ноября 1257 года Смил из Лихтенбурка своей грамотой, выданной в Седлеце (Кутна-Гора), пожаловал трём чешским цистерцианским монастырям — Ждярскому, Седлецкому и монастырю Градиште — часть своих доходов от добычи серебра в его имениях. В частности, Ждярскому монастырю, в отношении которого ранее Смил никак не проявлял своего расположения, он даровал треть десятины от своих доходов с серебряных рудников у Брода, Ческо-Бели, Шлапанова и Пршибислава (позднее, в 1262 году Смил пожаловал монастырю село Бобрувку, а в 1265 — костёл в Хотеборже, в 1269 — сёла Йиржиковице и Раднёвице). По мнению чешского историка Томаша Сомера, столь щедрые и внезапные пожертвования Смила из Лихтенбурка цистерцианским монастырям можно объяснить лишь получением им от ордена цистерцианцев внушительной суммы (возможно, в виде займа), которая была необходима Смилу для выплаты выкупа за его освобождение из осаждённого Мюльдорфа в начале сентября того же года. 

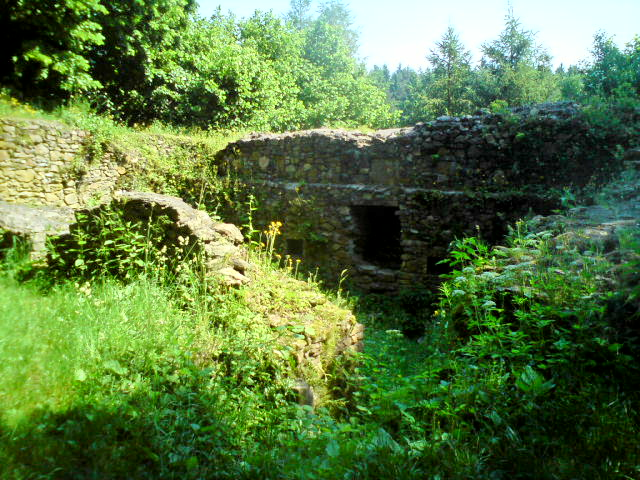
Руины замка Зоммербург (Роновец)

Очевидно, именно при Смиле из Лихтенбурга Брод стал городом в институциональном смысле со своим рихтаржем и бюргерами. В начале декабря 1265 года Смил пожаловал за заслуги своему бродскому рихтаржу Вернхеру Рибаржу в наследственное держание имение Мацоуров под условием предоставления одного легковооружённого бойца в военное время.
В начале 60-х годов XIII века Смил из Лихтенбурка построил у Бржевницкого потока между Бродом и Хотеборжем новый замок Зоммербург (Жумбурк), ставший его летней резиденцией и в дальнейшем получивший новое название Роновец. Впервые замок Зоммербург упоминается в источниках под 1262 годом. Здесь 14 февраля 1269 года Смил выдал свою последнюю грамоту, сохранившуюся до наших дней, которой даровал Ждярскому монастырю два села. Последнее упоминание о Смиле из Лихтенбурка относится к 1 мая 1269 года, когда он выступил свидетелем в одной из королевских грамот, выданной в Праге. В том же году он умер — в одном из документов Тевтонского ордена было указано, что 10 сентября 1269 года Смил из Лихтенбурка был уже мёртв. Он был похоронен в храме Вознесения Девы Марии в Ждярском монастыре.

## Семья
Смил из Лихтенбурка впервые женился в 40-х годах XIII века или немного раньше, в этом браке вскоре родился его старший сын Йиндржих. О первой супруге Смила не сохранилось практически никаких сведений, известно только, что она умерла до 1252 года. Йиндржих из Лихтенбурка с 1256 года был женат на Домаславе, дочери высочайшего коморника королевства Бавора I из Стракониц (сохранилась копия разрешения на заключение этого брака, выданного папой Александром IV 28 декабря 1256 года). В 1263—1267 годах Йиндржих занимал должность высочайшего маршалка Чешского королевства.
После 1252 года Смил из Лихтенбурка женился повторно, на этот раз на Альжбете из Кршижанова, причём примерно в это же время отец Смила женился на её овдовевшей матери Сибиле из Кршижанова. Вторая жена Смила была младшей дочерью Пршибислава из Кршижанова и младшей сестрой Святой Здиславы, жены Гавела I из Лемберка. Первым ребёнком во втором браке Смила не ранее 1253 года родился Смил II из Лихтенбурка. Всего в браке с Альжбетой у Смила родилось три сына и одна дочь, имя которой не сохранилось (в начале 70-х годов она вышла замуж за венгерского магната Хенрика I Кёсеги (убит в 1274 году)). Вторым сыном Смила и Альжбеты был Ольдржих (ок. 1260 — после 1313), третьим — Раймунд (ок. 1265 — 1329).
|                                                                     |                                                                    |
| Ольдржих из Лихтенбурка Предполагаемый портрет работы Б. Папроцкого | Раймунд из Лихтенбурка Предполагаемый портрет работы Б. Папроцкого |